# 大衆音楽の殿堂
大衆音楽の殿堂（たいしゅうおんがくのでんどう）は、古賀政男音楽文化振興財団が認定する日本の大衆音楽の発展に貢献した人物を顕彰するために設立された殿堂。

## 概要
東京都渋谷区の古賀政男音楽博物館内に設けられた殿堂ホールに展示されている。

## 殿堂入り受賞者の一覧
職業分類は古賀政男音楽博物館HPに準拠。

### 1997年度
作詞家
- 西條八十
- 佐伯孝夫
- 佐藤惣之助
- サトウハチロー
- 高橋掬太郎
- 藤浦洸
- 藤田まさと

作曲家
- 江口夜詩
- 大村能章
- 古賀政男
- 古関裕而
- 佐々紅華
- 佐々木俊一
- 中山晋平
- 服部良一

歌手
- 岡晴夫
- 笠置シヅ子
- 春日八郎
- 霧島昇
- 東海林太郎
- ディックミネ
- 藤山一郎
- 美空ひばり

### 1998年度
作詞家
- 島田磬也
- 清水みのる
- 野口雨情
- 野村俊夫

作曲家
- 阿部武雄
- いずみたく
- 上原げんと
- 瀧廉太郎
- 中村八大
- 浜口庫之助
- 万城目正
- 山田耕筰
- 吉田正
- 米山正夫

歌手
- 石原裕次郎
- 伊藤久男
- 上原敏
- 小畑実
- 坂本九
- 佐藤千夜子
- 灰田勝彦
- 松原操
- 三橋美智也

### 1999年度
作詞家
- 水木かおる
- 吉川静夫

作曲家
- 猪俣公章
- 河村光陽
- 竹岡信幸
- 渡久地政信
- 本居長世
- 吉田矢健治

歌手
- 淡谷のり子
- 江利チエミ
- 近江俊郎
- 楠木繁夫
- 田端義夫
- 津村謙
- 林伊佐緒
- 二葉あき子
- 松平晃
- 水原弘

### 2000年度
作詞家
- 大髙ひさを
- 宮川哲夫
- 矢野亮

作曲家
- 大久保徳二郎
- 倉若晴生
- 利根一郎
- 長津義司

歌手
- 市丸
- 小唄勝太郎
- 越路吹雪
- 高峰三枝子
- 藤島桓夫
- 奈良光枝
- 渡辺はま子

### 2001年度
作詞家
- 高野公男
- 西沢爽
- 菊田一夫
- 石本美由起
- 星野哲郎

作曲家
- 中田喜直
- 清水保雄
- 添田唖蝉坊
- 鳥取春陽
- 船村徹
- 遠藤実
- 飯田三郎

歌手
- 鶴田浩二
- 松尾和子
- 藤原義江
- 徳山璉
- 関種子
- 織井茂子
- 並木路子
- 菊池章子
- 松井須磨子

### 2002年度
作詞家
- 加藤省吾
- 加藤まさを
- 斎藤信夫
- 清水かつら
- 武内俊子
- 中村雨紅

作曲家
- 海沼實
- 草川信
- 佐々木すぐる
- 杉山長谷夫
- 成田為三
- 弘田龍太郎

歌手
- 安西愛子
- 川田正子
- 川田孝子
- 河村順子
- 平井英子

### 2003年度
作詞家
- 石原和三郎
- 井上赳
- 犬童球渓
- 大和田建樹
- 近藤朔風
- 里見義
- 武島羽衣
- 林柳波
- 東くめ
- 吉丸一昌

作曲家
- 井上武士
- 岡野貞一
- 下總皖一
- 田村虎蔵
- 梁田貞

歌手
- 松島詩子
- 三波春夫
- 村田英雄

### 2004年度
作詞家
- 岩谷時子
- 川内康範
- 島田芳文
- 関沢新一
- 東條寿三郎
- 藤間哲郎
- 松井由利夫
- 横井弘

作曲家
- 東辰三
- 仁木他喜雄

歌手
- 青木光一
- 池真理子
- 菅原都々子
- ペギー葉山
- 若原一郎

### 2005年度
作詞家
- 門田ゆたか
- 久保田宵二

作曲家
- 市川昭介
- 萩原哲晶
- 藤原秀行

歌手
- 青江三奈
- 榎本健一
- 初代コロムビア・ローズ

### 2006年度
作詞家
- 阿久悠
- 神長瞭月
- 漣健児
- 寺尾智沙

作曲家
- 田村しげる
- 八洲秀章

歌手
- 芦野宏
- 石井好子
- 岡本敦郎
- 笈田敏夫
- 高英男
- 塩まさる
- 深緑夏代
- 三浦洸一

### 2007年度
作詞家
なかにし礼
作曲家
- 池田不二男
- 上原賢六
- 町田佳声

編曲家
- 小沢直与志
- 寺岡眞三

歌手
- 大橋節夫
- 岸洋子
- 北島三郎
- テレサ・テン
- 松山恵子

演奏家
- ジョージ川口
- バッキー白片
- 松本英彦

### 2008年度
作詞家
- 門井八郎
- 中山大三郎
- 萩原四朗
- 安井かずみ

作曲家
- 平岡精二
- 宮川泰

歌手
- 井沢八郎
- 小坂一也
- 島倉千代子
- バーブ佐竹

### 2009年度
作詞家
- 木下龍太郎
- 長田幹彦

作曲家
- 井上大輔
- 細川潤一

作詩・作曲家
堀内敬三
編曲家
- 齋藤恒夫
- 佐伯亮

歌手
- 大津美子
- 北原謙二
- 日野てる子
- フランク永井

### 2010年度
作詞家
- 音羽たかし
- 山口洋子

作曲家
- 鈴木道明
- 三木たかし

歌手
- ザ・ピーナッツ
- 森繁久彌

演奏家
- ハナ肇
- 原信夫

### 2011年度
作詞家
- 青島幸男
- まど・みちお

作曲家
小川寛興
作曲・編曲家
若松正司
作曲・演奏家
山本丈晴
歌手
- 植木等
- 高田浩吉

演奏家
- 紙恭輔
- 谷啓

### 2012年度
作詞家
- 井田誠一
- 吉岡治

作曲家
- 江口浩司
- 加藤和彦

編曲家
小杉仁三
歌手・作曲家
中野忠晴
歌手
ダークダックス
演奏家
宮田東峰

### 2013年度
作詞家
- 阪田寛夫
- 松村又一

作曲家
- 桜田誠一
- 平川浪竜

編曲家
森岡賢一郎
演奏家
- 南里文雄
- 渡辺晋

歌手
- 尾崎紀世彦
- 竹山逸郎
- 松田トシ

### 2014年度
作詞家
- 石坂まさを
- 松坂直美
- やなせたかし

作曲家
- 佐伯としを

歌手
- 神楽坂はん子
- 藤圭子

### 2015年度
作詞家
- 大倉芳郎
- 白井鐵造

作曲家
- 中川博之

編曲家
- 池多孝春
- 桜庭伸幸

シンガーソングライター
- 大滝詠一

歌手
- 神戸一郎
- やしきたかじん
- 山口淑子

### 2016年度
作詞家
- ちあき哲也
- 寺山修司
- 水島哲

作曲家
- 加瀬邦彦
- 越部信義

作曲・編曲家
- 佐野鋤

歌手
- こまどり姉妹
- 菅原洋一

### 2017年度
作詞家
- 永六輔
- 湯川れい子

作曲家
- 團伊玖磨
- 冨田勲

編曲家
前田憲男
歌手
- 田谷力三
- 橋幸夫
- 宮城まり子

演奏家
渡辺貞夫

### 2018年度
作詞家
- 三浦康照
- 山上路夫
- 山川啓介

作曲家
北原じゅん
作曲・編曲家
服部克久
歌手・作曲家
平尾昌晃
歌手
- かまやつひろし
- 三條正人
- デューク・エイセス

演奏家
宮間利之

### 2019年度
作詞家
いではく
さくらももこ
作曲家
すぎやまこういち
湯山昭
歌手
忌野清志郎
西城秀樹
眞理ヨシコ
編曲家
東海林修
演奏家
早川真平

### 2020年度
作詞家
有馬三恵子
岡本おさみ
千家和也
作曲家
鈴木哲夫
曽根幸明
筒美京平
歌手
内田裕也
雪村いづみ
編曲家
奥山貞吉
演奏家
井上堯之

### 2021年度
作詞家
たなかゆきを
藤田敏雄
作曲家
大沢浄二
歌手
梓みちよ
弘田三枝子
守屋浩
渡哲也
編曲家
前田俊明
丸山雅仁
演奏家
ジャッキー吉川

### 2022年度
作詩家
伊藤アキラ
喜多條忠
作詞家
松本隆
作曲家
小林亜星
中村泰士
歌手
坂本スミ子
ジェリー藤尾
都はるみ
作曲・編曲家
川口真
演奏家
寺内タケシ
村上“ポンタ”秀一

### 2023年度
作詩家
阿木燿子
池田充男
里村龍一
作曲家
鈴木淳
渡辺宙明
歌手
加山雄三
西郷輝彦
ボニージャックス
作曲・演奏家
鶴岡雅義
編曲家
青木望

### 2024年度
作詩家
たかたかし
もず唱平
作曲家
坂本龍一
鈴木邦彦
歌手
伊東ゆかり
編曲家
萩田光雄
作曲・編曲家
馬飼野俊一
演奏家
木村好夫
シンガーソングライター
谷村新司